# Philibert-Louis Debucourt

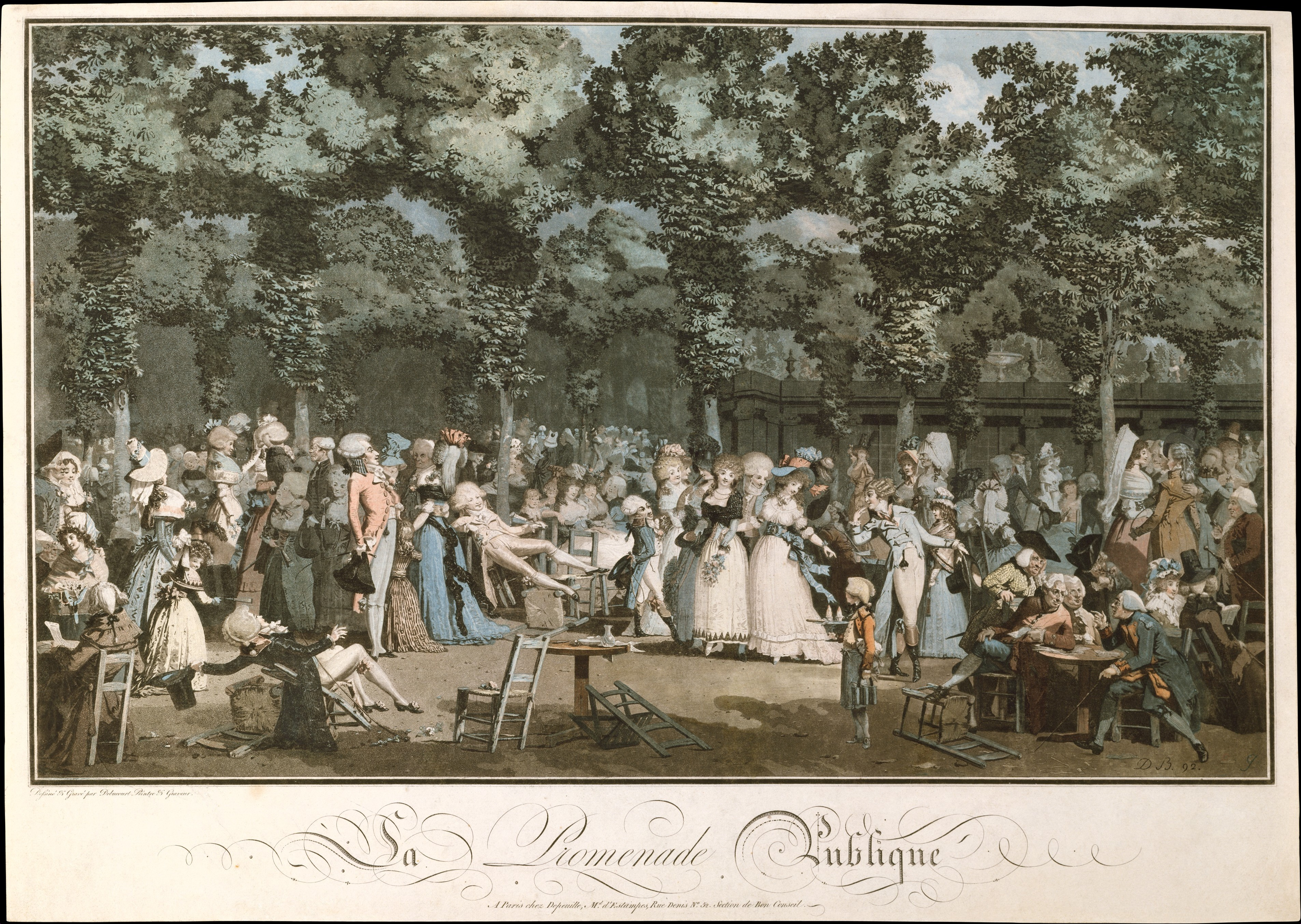
El paseo público (1792), Museo Metropolitano de Arte, Nueva York

Philibert-Louis Debucourt (París, 13 de febrero de 1755 - París, 22 de septiembre de 1832) fue un pintor y grabador francés. 

## Biografía
Nació en París en 1755. Fue alumno de Joseph-Marie Vien. Ejecutó algunas placas en mezzotinta, como Heureuse famille, Benediction de la mariée y Cruche cassée, según sus propios diseños. La mayor parte de su trabajo fue, sin embargo, en aguatinta. Se convirtió en el fabricante líder de impresiones en color de varias placas, combinando lavados de aguatinta con grabado lineal. Utilizó una serie de técnicas diferentes, pero la mayoría involucraba tres placas de color y una cuarta placa clave, delineando el diseño en negro.
El suegro de Debucourt fue el escultor Louis-Philippe Mouchy. En el contrato de matrimonio, Mouchy se ofreció generosamente a proporcionar un apartamento de tres habitaciones en el Louvre, donde Debucourt vivió durante doce años y medio. La dirección de este apartamento a menudo aparece en sus impresiones.
Parte de su trabajo fue satírico, como El paseo público, un aguatinta de 1792 que muestra una multitud en los jardines del Palais-Royal. Además de sus propios diseños, hizo aguatintas basadas en obras de Carle Vernet, incluyendo el Caballo asustado por un león, el Caballo asustado por un rayo y el Cazador callejero.
Durante algunos años fue asistido por su alumno y sobrino, Jean-Pierre-Marie Jazet.